# Andrena cypricola
Andrena cypricola är en biart som beskrevs av George A. Mavromoustakis 1952. Andrena cypricola ingår i släktet sandbin, och familjen grävbin. Inga underarter finns listade i Catalogue of Life.